# خوسيه رودريغيز فوستر
خوسيه رودريغيز فوستر هو أمين متحف ورسام كوبي، ولد في 1 أغسطس 1946 في مقاطعة فيلا كلارا في كوبا.